# Université d’Aix-Marseille I
Université d’Aix-Marseille I – francuski uniwersytet publiczny mający swoją siedzibę w Marsylii, a także w Aix-en-Provence. Oprócz siedziby w Marsylii, uczelnia posiada filię oraz kampusy w miastach Arles, Aubagne oraz Lambesc.
Obecnie na uniwersytecie studiuje ponad 23 tys. studentów wszystkich wydziałów oraz kierunków. Pośród wszystkich uczniów około 3500 mniejszość stanowią uczniowie pochodzący z wymiany międzynarodowej, a także pochodzący lub urodzeni poza granicami Francji.

## Historia
Uniwersytet został założony w 1969 roku jako jeden z dwóch, jakie powstały w Marsylii w ramach reformy oświaty wyższej, która dokonała się w 1968 roku.

## Wydziały
Uniwersytet jest podzielony na następujące wydziały oraz departamenty.
- Wydział Germanistyki
- Wydział Historii
- Wydział Archeologii
- Wydział Filozofii
- Wydział Hellenistyki
- Wydział Socjologii
- Wydział Antropologii
- Wydział Arabistyki
- Wydział Biologii
- Wydział Fizyki i Chemii
- Wydział Iberystyki
- Wydział Italianistyki
- Wydział Matematyki i Informatyki
- Wydział Języków Słowiańskich